# Tiro esportivo nos Jogos Pan-Americanos de 2023 - Tiro rápido 25 m masculino
A competição do tiro rápido 25 m masculino do tiro esportivo nos Jogos Pan-Americanos de 2023 foi disputada em 21 e 22 de outubro de 2023 no Polígono de Tiro, em Pudahuel. Um total de 23 atiradores de 15 Comitês Olímpicos Nacionais (CON) participaram do evento.

## Calendário
Horário local (UTC−3).
| Data          | Hora  | Fase                       |
| ------------- | ----- | -------------------------- |
| 21 de outubro | 9:00  | Qualificatória – estágio 1 |
| 22 de outubro | 9:00  | Qualificatória – estágio 2 |
| 22 de outubro | 12:30 | Final                      |

## Medalhistas
| Ouro   | CUB Leuris Pupo    |
| Prata  | VEN Douglas Gómez  |
| Bronze | USA Henry Leverett |

## Resultados

### Qualificatória
Os seis primeiros atiradores se classificam para a final.
| Pos. | Atirador          | CON                                 | Estágio 1 | Estágio 1 | Estágio 1 | Estágio 1 | Estágio 2 | Estágio 2 | Estágio 2 | Estágio 2 | Total   | Notas |
| Pos. | Atirador          | CON                                 | 8s        | 6s        | 4s        | Total     | 8s        | 6s        | 4s        | Total     | Total   | Notas |
| ---- | ----------------- | ----------------------------------- | --------- | --------- | --------- | --------- | --------- | --------- | --------- | --------- | ------- | ----- |
| 1    | Leuris Pupo       | CUB Cuba                            | 95        | 96        | 95        | 286       | 99        | 96        | 97        | 292       | 578-11x | Q     |
| 2    | Henry Leverett    | USA Estados Unidos                  | 99        | 99        | 90        | 288       | 96        | 97        | 94        | 287       | 575-23x | Q     |
| 3    | Marko Carrillo    | PER Peru                            | 99        | 97        | 93        | 289       | 97        | 94        | 93        | 284       | 573-14x | Q     |
| 4    | Keith Sanderson   | USA Estados Unidos                  | 99        | 96        | 91        | 286       | 98        | 97        | 92        | 287       | 573-14x | Q     |
| 5    | Kevin Altamirano  | PER Peru                            | 97        | 98        | 96        | 291       | 99        | 91        | 92        | 282       | 573-14x | Q     |
| 6    | Douglas Gómez     | VEN Venezuela                       | 98        | 95        | 89        | 282       | 94        | 96        | 93        | 283       | 565-17x | Q     |
| 7    | Fidencio González | MEX México                          | 96        | 95        | 89        | 280       | 98        | 95        | 92        | 285       | 565-12x |       |
| 8    | Jorge Álvarez     | CUB Cuba                            | 96        | 97        | 88        | 281       | 96        | 96        | 91        | 283       | 564-18x |       |
| 9    | Vladimir Silveira | BRA Brasil                          | 96        | 95        | 90        | 281       | 93        | 97        | 92        | 282       | 563-15x |       |
| 10   | Javier Medina     | PUR Porto Rico                      | 94        | 95        | 91        | 280       | 97        | 94        | 92        | 283       | 563-13x |       |
| 11   | Alex Peralta      | COL Colômbia                        | 96        | 97        | 87        | 280       | 98        | 95        | 89        | 282       | 562-16x |       |
| 12   | Jorge Muñoz       | ESA El Salvador                     | 93        | 94        | 89        | 276       | 95        | 95        | 94        | 284       | 560-8x  |       |
| 13   | Emerson Duarte    | BRA Brasil                          | 96        | 93        | 82        | 271       | 100       | 98        | 90        | 288       | 559-11x |       |
| 14   | Jorge Pimentel    | ESA El Salvador                     | 94        | 91        | 88        | 273       | 96        | 97        | 90        | 283       | 556-18x |       |
| 15   | Daniel Urquiza    | MEX México                          | 96        | 91        | 93        | 280       | 95        | 95        | 83        | 273       | 553-9x  |       |
| 16   | Yautung Cueva     | ECU Equador                         | 90        | 89        | 93        | 272       | 98        | 95        | 88        | 281       | 553-7x  |       |
| 17   | Albino Jiménez    | EAI Equipe de Atletas Independentes | 95        | 95        | 89        | 279       | 91        | 94        | 88        | 273       | 552-9x  |       |
| 18   | Ignacio Díaz      | CHI Chile                           | 96        | 88        | 79        | 263       | 96        | 96        | 90        | 282       | 545-12x |       |
| 19   | José Castillo     | EAI Equipe de Atletas Independentes | 89        | 89        | 84        | 262       | 96        | 91        | 87        | 274       | 536-4x  |       |
| 20   | Dave Seale        | BAR Barbados                        | 93        | 84        | 83        | 260       | 93        | 85        | 81        | 259       | 519-4x  |       |
| 21   | Edwin Barberena   | NCA Nicarágua                       | 84        | 90        | 73        | 247       | 90        | 91        | 84        | 265       | 512-5x  |       |
| 22   | Iván Cruz         | ARG Argentina                       | 86        | 86        | 77        | 249       | 90        | 92        | 72        | 254       | 503-3x  |       |
| 23   | Luis Ramón López  | PUR Porto Rico                      | 95        | 94        | 90        |           |           |           |           |           | DSQ     |       |

### Final
| Pos.              | Atirador             | 1º estágio | 1º estágio | 1º estágio | 2º estágio – eliminação | 2º estágio – eliminação | 2º estágio – eliminação | 2º estágio – eliminação | 2º estágio – eliminação | Total | Notas |
| ----------------- | -------------------- | ---------- | ---------- | ---------- | ----------------------- | ----------------------- | ----------------------- | ----------------------- | ----------------------- | ----- | ----- |
| Medalha de ouro   | CUB Leuris Pupo      | 3          | 4          | 8          | 13                      | 18                      | 21                      | 26                      | 30                      | 30    |       |
| Medalha de prata  | VEN Douglas Gómez    | 4          | 5          | 7          | 11                      | 15                      | 20                      | 23                      | 26                      | 26    | SO: 5 |
| Medalha de bronze | USA Henry Leverett   | 2          | 3          | 8          | 10                      | 15                      | 19                      | —                       | —                       | 23    | SO: 2 |
| 4                 | PER Marko Carrillo   | 2          | 4          | 7          | 11                      | 14                      | —                       | —                       | —                       | 16    |       |
| 5                 | PER Kevin Altamirano | 4          | 6          | 8          | 11                      | —                       | —                       | —                       | —                       | 12    |       |
| 6                 | USA Keith Sanderson  | 2          | 5          | 6          | —                       | —                       | —                       | —                       | —                       | 9     |       |